# Tilleul d'Amérique
Tilia americana
Espèce
Classification phylogénétique
Répartition géographique
Le Tilleul d'Amérique (Tilia americana L.) est une espèce de feuillu de la famille des Tilleuls (famille des Tiliacées), originaire de l'est de l'Amérique du Nord.

## Description

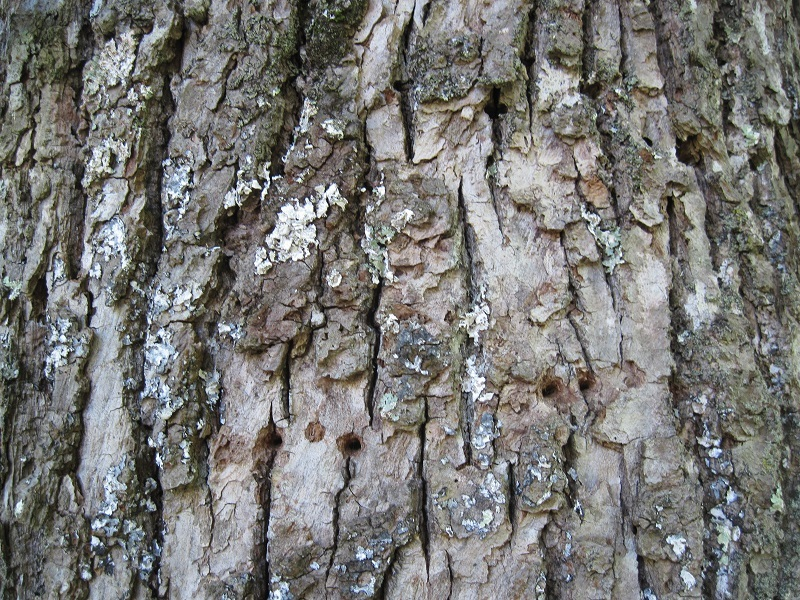
L'écorce est fendillée.

Tilia americana est un arbre de taille moyenne, à feuilles caduques, atteignant une taille de 18 à 37 mètres (exceptionnellement 39 mètres). Le tronc peut présenter un diamètre de 1 m à 1,5 m à maturité. La couronne de l'arbre a une forme de dôme, avec une tendance à l'étalement, voire à prendre un style « arbre pleureur ». La couleur de l'écorce va d'un léger gris au brun clair, avec d'étroites fentes bien marquées. Les racines sont de bonne taille, profondes et ramifiées. Les rameaux d'un vert rougeoyant deviennent gris clair dès la deuxième année. Les feuilles, de 10 à 15 cm, peuvent aller jusqu'à 25 cm, tant en longueur qu'en largeur, avec un long pétiole mince. La floraison a lieu au début et au milieu de l'été,,,.

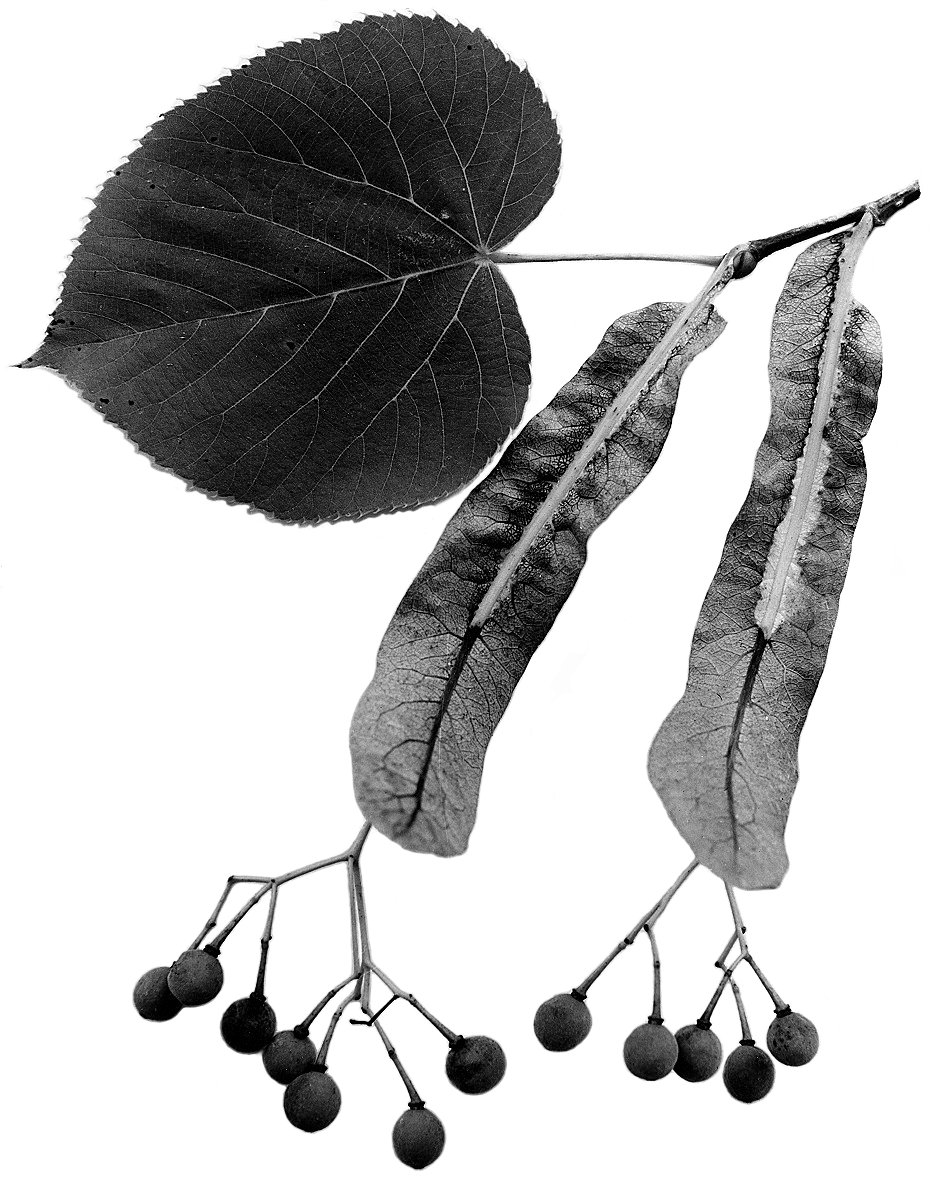
Graines, feuille et bractées.

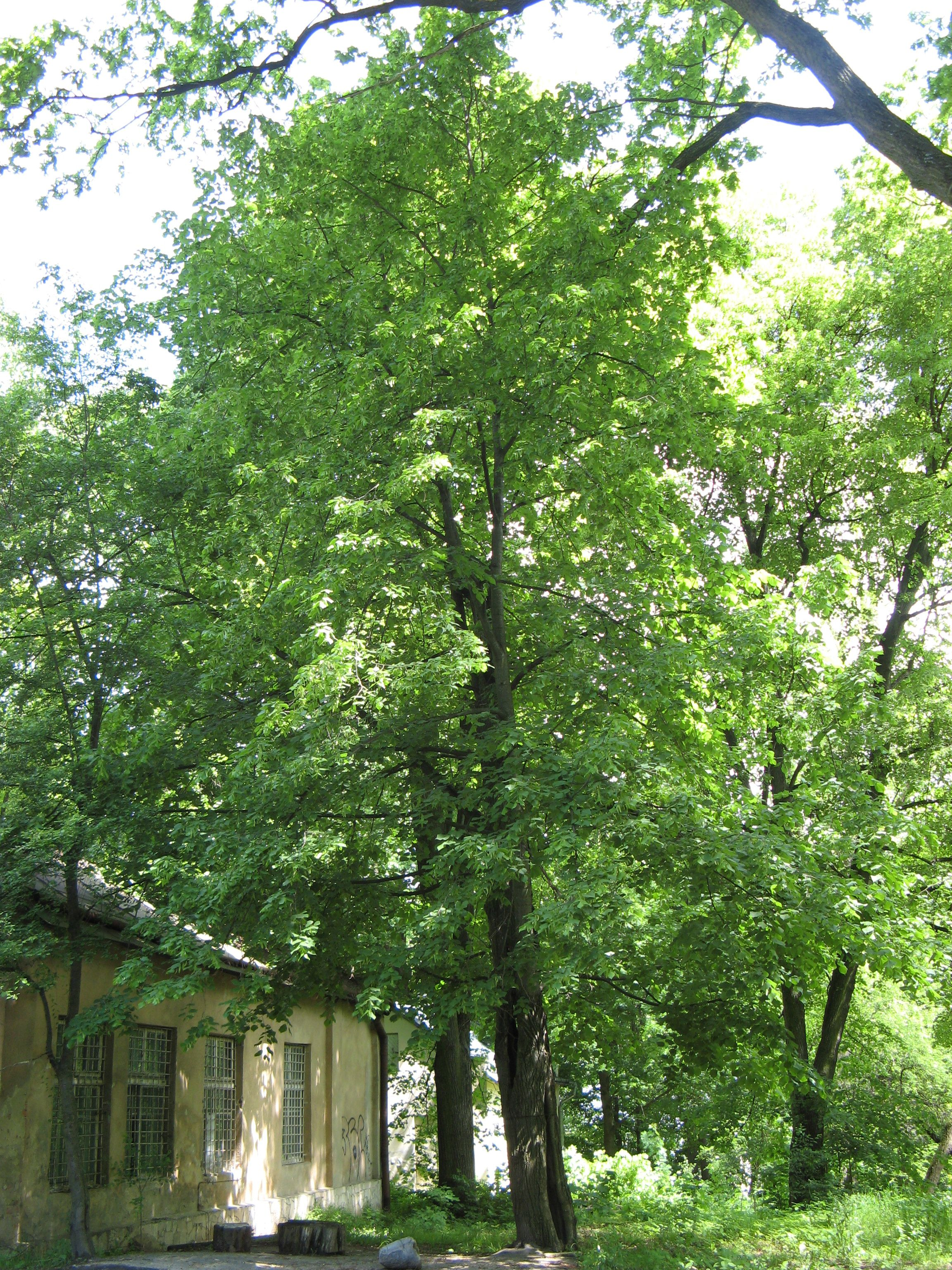
En Ukraine.

## Taxonomie
Le classement de l'espèce est sujet à controverses. Certains auteurs considèrent, au sens large, Tilia caroliniana, Tilia heterophylla, et Tilia mexicana comme des variétés de tilia americana alors que d'autres les classent, au sens strict, comme des espèces à part entière,,,. La description ci-dessus traite du sujet dans le sens strict.

## Écologie
Ses fleurs produisent un abondant nectar pour les insectes. Les graines intéressent les écureuils et les souris. Lapins et rats grignotent l'écorce quand elle est encore tendre. Les feuilles nourrissent les chenilles de nombreux papillons.

## Culture et exploitation
L'arbre peut être propagé par éclats de souche, greffage ou semis. Dans un sol riche, l'arbre pousse rapidement mais il peut être l'objet d'attaques de nombreux insectes.
Tilia americana est connu pour être un des arbres d'Amérique le plus difficile à reproduire par germination.

## Utilisation

### Bois
Le bois brun pâle, parfois presque blanc ou veiné de rouge, au grain serré, sans nœuds, ne se fend pas facilement. Il se teinte et se polit facilement. Il s'aplanit, se colle, se visse et se pointe sans difficultés. Le bois dur et résonnant est utilisé, entre autres, pour la fabrication de guitares,,,.

### Usages alimentaires
Les jeunes feuilles peuvent être consommées crues ou cuites. La sève peut être concentrée en sirop à la manière du sirop d'érable. Les fleurs crues peuvent être utilisées dans les salades ou pour en faire un substitut de thé.

### Usages médicaux
La tisane de tilleul est appréciée à cause de la douceur de l'huile aromatique, très volatile, qui est contenue dans ses fleurs. Fleurs, feuilles, bois et charbon de bois du tilleul sont utilisés pour des usages médicaux.
Les principes actifs contenus dans les fleurs sont dus aux flavonoïdes qui agissent comme antioxydants, huiles volatiles et constituants mucilagineux. Les tanins contenus dans la plante sont utilisés comme astringents.
Les fleurs de tilleul sont utilisées en thé de tilleul (décoction) contre les coups de froid, la toux, la fièvre, les infections, les inflammations, excès de tension, maux de tête (migraine en particulier), comme diurétique (augmente la production d'urine), antispasmodique et sédatif. En bains, la plante permettrait de guérir l'anxiété, la mauvaise digestion, palpitations et vomissements. Les feuilles peuvent être utilisées pour faire baisser la fièvre,,,,,,.